# Agostino Piella
Agostino Piella (Bologna, 1744 – 1821) è stato un militare italiano.
Fu ufficiale pontificio; con l'istituzione (ottobre 1796) della Repubblica Cispadana fu nominato Capo-Coorte della Coorte I (bolognese) della Legione Cispadana; alla formazione della Repubblica Cisalpina (1797) gli fu conferito il comando della 4ª Legione Cisalpina, per poi essere nominato capobrigata della 3ª Mezza Brigata di linea. Quando fu creata la Gendarmeria della Repubblica italiana, Piella ne fu nominato colonnello comandante e ispettore, grado che mantenne con l'istituzione del Regno d'Italia.